# Bakuin
Bakuin is een bestuurslaag in het regentschap Kupang van de provincie Oost-Nusa Tenggara, Indonesië. Bakuin telt 1160 inwoners (volkstelling 2010).